# Missile Command
Missile Command — аркадна гра 1980 року, випущена Atari, Inc. та ліцензована Sega для випуску в Європі. Гра вважається одним із найпомітніших представників золотої доби аркадних відеоігор. Сюжет гри простий: шість міст гравця атакує нескінченний потік балістичних ракет, деякі з яких навіть розділяються на частини (боєголовки з розділюваною головною частиною з блоками індивідуального наведення, РГЧ ІН), а в пізніх рівнях з'являються також «розумні бомби» які можуть уникнути неточно націленої ракети. Гравець виконує роль командира трьох протиракетних установок та може захищати від знищення шість міст у зоні їхньої дії.

## Ігровий процес
Гравець переміщує приціл по небу, використовуючи трекбол, і натискає одну з трьох кнопок, щоб запустити протиракету із відповідної установки. Протиракети вибухають, досягаючи точки прицілювання, утворюючи вогненну кулю, яка зберігається протягом кількох секунд і знищує всі ворожі ракети, що потрапляють до неї. Є три установки, в кожній є 10 протиракет. Установка припиняє діяти після того, як витрачено всі протиракети або якщо її знищено ворожим вогнем. Ракети з центральної установки летять до цілі значно швидше; лише такі ракети можуть ефективно знищити «розумну бомбу» на відстані.
У грі є низка рівнів із наростанням складності. Кожен рівень включає певну кількість ракет противника. Ракети атакують шість міст, а також протиракетні батареї; попадання ракети ворога призводить до руйнування міста чи протиракетної батареї. Ракети ворога протягом одного рівня можуть знищити лише 3 міста. Рівень закінчується, якщо зруйновано всі міста, або коли всі ракети ворога знищено або вони досягли своєї цілі. Гравець, у якого скінчилися ракети, не може керувати подіями частини рівня, що залишилася. Після завершення рівня, гравець отримує бонусні бали за міста, що залишилися, і невикористані ракети. Між рівнями протиракетні батареї відновлюються, боєзапас поповнюється; зруйновані міста відновлюються лише по досягненні заданого значення очок (зазвичай 10 000 або 12 000).
Гра неминуче закінчується зі знищенням усіх шести міст. Як і в більшості ранніх аркадних ігор, у грі неможливо перемогти. Гра просто продовжується з більшою складністю: зі швидшими та численнішими ракетами супротивника. Таким чином, гра є просто змаганням на виживання. Після закінчення гри замість стандартного тексту «Game Over» на екрані висвічується напис «The End», який, можливо, є натяком на подальший «ядерний голокост» (проте, якщо гравець потрапив до списку вищих досягнень, гра пропонує йому ввести ініціали, а фраза «The End» пропускається).

## У культурі
2011 року кінокомпанія 20th Century Fox уклала з Atari угоду про екранізацію гри. До цього гра вже двічі потрапляла на кіноекрани: у фільмах Круті часи в «Ріджмонт Хай» і Термінатор 2 .